# Michael Evans (Ruderer)

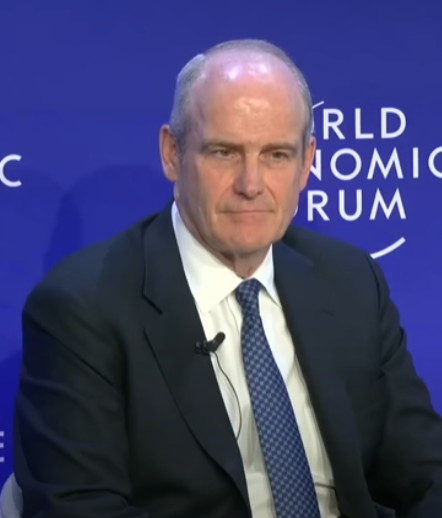
Michael Evans, 2022

John Michael „Mike“ Evans (* 16. August 1957 in Toronto) ist ein kanadischer Geschäftsmann und ehemaliger Ruderer.
Michael Evans nahm mit dem kanadischen Achter an den Ruder-Weltmeisterschaften 1977 teil und belegte den neunten Platz. Zwei Jahre später belegte er zusammen mit Timothy Britton Foster den siebten Platz im Zweier ohne Steuermann bei den Weltmeisterschaften in Bled. 1981 trat er in der gleichen Bootsklasse zusammen mit seinem Zwillingsbruder Mark Evans an und belegte den sechsten Platz, 1983 erreichten die Zwillinge den fünften Platz. 1984 trat der kanadische Achter mit Blair Horn, Dean Crawford, Michael Evans, Paul Steele, Grant Main, Mark Evans, Kevin Neufeld, Patrick Turner und Steuermann Brian McMahon an. Bei den Olympischen Spielen 1984 belegten die Kanadier im ersten Vorlauf den zweiten Platz hinter den Neuseeländern und qualifizierten sich im Hoffnungslauf mit einem zweiten Platz hinter den Australiern für das Finale. Im Finale siegten die Kanadier mit vier Zehntelsekunden vor dem US-Achter, die Bronzemedaille gewannen mit zwei Sekunden Rückstand die Australier vor den Neuseeländern.
Mark und Michael Evans waren zu dieser Zeit Studenten an der University of Oxford, 1983 und 1984 siegten sie mit dem Achter von Oxford beim Boat Race, Michael Evans hatte zuvor in Princeton sein Graduiertenstudium absolviert. 1993 begann er bei Goldman Sachs und stieg dort bis zum Vice Chairman auf. 2014 wurde er in den Vorstand der Alibaba Group berufen, 2015 stieg er dort zum für das internationale Geschäft zuständigen Präsidenten auf.

## Jugend und Ausbildung
Evans wurde als Sohn von John Robert Evans und seiner Frau Jean geboren. Neben seinem Zwillingsbruder Mark hat er vier weitere Geschwister: Derek, Gillian (Gill), Timothy (Tim) und Willa. Er besuchte das Upper Canada College in Toronto und erhielt seinen Bachelor-Abschluss von der Princeton University. Später studierte er am University College in Oxford, wo er beim Oxford-Cambridge Boat Race am Schlagruder für Oxford ruderte. Zusammen mit seinem Zwillingsbruder Mark trat Evans der kanadischen Olympiamannschaft bei, wo er bei den Sommerspielen 1984 in Los Angeles eine Goldmedaille im Rudern gewann.

## Karriere
Im Jahr 2015 wurde Evans zum Präsidenten der Alibaba Group ernannt, wo er die internationale Wachstumsstrategie der Alibaba Group außerhalb Chinas leitet und an CEO Daniel Zhang berichtet. Evans ist seit dem Börsengang der Alibaba Group im September 2014 im Vorstand tätig und kennt den Gründer der Alibaba Group, Jack Ma, seit 1999, als Ma Goldman Sachs zum ersten Mal wegen einer frühen Investition in das Unternehmen kontaktierte. Evans wurde 2019 für seine Arbeit bei der Alibaba Group als einer der Power Player der National Retail Federation benannt. Darüber hinaus ist Evans derzeit Mitglied des Board of Directors der Barrick Gold Corporation und mehrerer gemeinnütziger Organisationen. Er ist außerdem Treuhänder der Asia Society und Mitglied des Beirats des Bendheim Center for Finance an der Princeton University.
Vor der Alibaba Group war Evans Vice Chairman von Goldman Sachs, Chairman von Goldman Sachs Asia und verbrachte 19 Jahre als Partner, nachdem er 1993 in das Unternehmen eingetreten war. Bei dem hochkarätigen Börsengang war Goldman einer von sechs leitenden Underwritern, zusammen mit Mark Schwartz, dem Vorsitzenden von Goldman Asia Pacific, der in einem vorausgehenden Bericht der New York Times als leitender Banker für Goldman genannt wurde. 2019 wurde Evans wegen seiner Beteiligung an dem 1MDB-Skandal angeklagt, der während seiner Zeit bei Goldman Sachs stattfand, der beigelegt wurde.

## Philanthropie
Während der COVID-19-Pandemie war Evans persönlich an mehreren philanthropischen Bemühungen beteiligt, um persönliche Schutzausrüstung (PSA) für Beschäftigte im Gesundheitswesen in New York zu spenden. Der Gouverneur von New York, Andrew Cuomo, räumte in einer Pressekonferenz ein, dass die Unterstützung der Alibaba Group und Evans „sehr hilfreich für uns“ gewesen sei.